# Hugh Kelly (piłkarz)
Hugh Redmond Kelly (ur. 17 sierpnia 1919 w Lurgan, zm. 29 września 1977 tamże) – północnoirlandzki piłkarz występujący na pozycji bramkarza.
Z zespołem Belfast Celtic czterokrotnie zdobył mistrzostwo Irlandii Północnej (1942, 1944, 1947, 1948) oraz trzykrotnie triumfował w Pucharze Irlandii Północnej (1943, 1944, 1947).
W barwach Fulham rozegrał 25 spotkań w Division One. Zadebiutował w tych rozgrywkach 17 września 1949 w zremisowanym 1:1 meczu z Chelsea. Ponadto występował na poziomie Division Two w barwach Southampton oraz w Division Three jako zawodnik Exeter City.
W reprezentacji Irlandii Północnej zadebiutował 16 listopada 1949 w przegranym 2:9 meczu el. do MŚ 1950 przeciwko Anglii. W latach 1949–1950 w drużynie narodowej wystąpił czterokrotnie.